# Fianoniella punctiscutum
Fianoniella punctiscutum är en stekelart som först beskrevs av Horstmann 1990.  Fianoniella punctiscutum ingår i släktet Fianoniella och familjen brokparasitsteklar. Inga underarter finns listade i Catalogue of Life.